# Измайлово (Талдомский городской округ)
Измайлово — деревня в Талдомском районе Московской области России, входит в состав сельского поселения Ермолинское. Население — 25 чел. (2010).

## География
Расположена на севере Московской области, в восточной части Талдомского района, примерно в 27 км к востоку от центра города Талдома, с которым связана прямым автобусным сообщением. Ближайшие населённые пункты — село Николо-Кропотки, деревни Большое Семёновское и Прусово.

## Население
| 1859 | 1888 | 1926 | 2002 | 2006 | 2010 |
| ---- | ---- | ---- | ---- | ---- | ---- |
| 498  | ↘403 | ↘342 | ↘21  | ↘13  | ↗25  |

## История
В «Списке населённых мест» 1862 года — владельческая деревня 2-го стана Калязинского уезда Тверской губернии между Дмитровским и Углицко-Московским трактами, в 56½ верстах от уездного города и 20 верстах от становой квартиры, при колодце, с 57 дворами и 498 жителями (226 мужчин, 272 женщины).
По данным 1888 года входила в состав Семёновской волости Калязинского уезда, проживало 403 человека (181 мужчина, 222 женщины).
По материалам Всесоюзной переписи населения 1926 года — центр Измайловского сельского совета Семёновской волости Ленинского уезда Московской губернии, в 9,6 км от шоссе Углич — Сергиев и 20,3 км от станции Талдом Савёловской дороги, проживало 342 жителя (130 мужчин, 212 женщин), насчитывалось 73 хозяйства, среди которых 66 крестьянских, имелась школа 1-й ступени.
С 1929 года — населённый пункт в составе Ленинского района Кимрского округа Московской области.
Постановлением ЦИК и СНК от 23 июля 1930 года округа как административно-территориальные единицы были ликвидированы. Постановлением Президиума ВЦИК от 27 декабря 1930 года городу Ленинску было возвращено историческое наименование Талдом, а район был переименован в Талдомский.
1930—1936 гг. — центр Измайловского сельсовета Талдомского района.
1936—1963, 1965—1994 гг. — деревня Николо-Кропоткинского сельсовета Талдомского района.
1963—1965 гг. — деревня Николо-Кропоткинского сельсовета Дмитровского укрупнённого сельского района.
1994—2004 гг. — деревня Николо-Кропоткинского сельского округа Талдомского района.
2004—2006 гг. — деревня Ермолинского сельского округа Талдомского района.
С 2006 г. — деревня сельского поселения Ермолинское Талдомского муниципального района Московской области.